# Joaquín Setantí
Joaquín Setantí y Alcina (c. 1540-1617) fue un militar, filósofo y escritor de aforismos español del Siglo de Oro.

## Biografía
Descendía de una familia de mercaderes italianos de la ciudad pisana de Lucca asentados en Barcelona en 1399 en la persona de Jaume Acceptante, hijo de Michaele Accettanti; el apellido se fue deformando con el tiempo y la familia llegó a ostentar cargos en el Concejo municipal. Fue monaguillo en el monasterio de Montserrat y siguió la carrera militar enrolándose en los Tercios que se llevó el Duque de Alba a los Países Bajos entre 1566 y 1571. Al regresar Felipe II lo recompensó con el señorío de la fortaleza de Bellaguarda y sus privilegios. Reunió una importante biblioteca, lo que sabemos gracias a que el suyo fue uno de los primeros ex-libris que se usaron en Cataluña. Desde 1588 comienza a detentar cargos en el Concejo municipal de Barcelona: Conseller tercero, Clavari o Clavero en 1590, Conseller-en-cap en 1592... Entre 1599 y 1601 tuvo bajo su control los asuntos militares de Barcelona, pero renunció. Desde 1603 fue diputado y al año siguiente volvió a ser Conseller-en-cap. Desde 1606 fue además caballero de la Orden de Montesa. Tras publicar sus obras el virrey Duque de Alburquerque le dio en 1616 una de las capitanías ordinarias de Cataluña. Se casó dos veces, en 1586 con Verónica Cellers y en 1608 con Anna Bresco, pero no tuvo hijos, aunque sí una hija, que se casó con Jerónimo de Heredia, militar natural de Tortosa y también escritor en castellano, así que cuando murió en 1617 no pudo transmitir el título de nobleza que se le confirió en 1610 por los servicios prestados a Felipe II y Felipe III.

## Obras
Participó como juez y como poeta en algunos certámenes literarios y es autor de un soneto liminar a una obra de Tomás de Trujillo (1604). Contribuyó con una monografía al tacitismo de su época: Frutos de la historia (1590). Pero lo que más ha trascendido fue su colección de setecientos aforismos morales Centellas de varios conceptos y avisos de amigo (1614). 
Se publicaron como segunda parte de un volumen tu que empezaba con la edición de las máximas extractadas de Tácito por Benito Arias Montano, fallecido dieciséis años antes (Aphorismos sacados de la Historia de Publio Cornelio Tacito por el D. Benedicto Aries Montano, para la conseruacion y aumento de las monarchias, hasta agora no impressos)  Las primeras quinientas máximas, las Centellas, tratan asuntos principalmente políticos y morales. Las otras doscientas, los Avisos de amigo, que pueden considerarse una obra independiente, son aforismos que encierran un pensamiento en dos versos endecasílabos sin rima. 
En ambas obras se muestra como el gran precursor de Baltasar Gracián y otros cultivadores del género del Barroco español y mereció el elogio de Marcelino Menéndez Pelayo, quien se refirió a él como «moralista sentencioso y a veces profundo, especie de La Rochefoucauld español». La obra está dirigida al obispo de Barcelona Luis Sans, consejero del Rey. Félix Torres Amat, en su Diccionario para ayudar a formar un diccionario crítico de escritores catalanes, escribió que en 1589 el helenista Dionisio Jerónimo de Jorba dedicó a Setantí su In praeclarissimorum comitum barcinonensium expressas effigies lemmata. Ahí le atribuye gran erudición y menciona que pertenecía a una academia barcelonesa.